# Liste der Naturdenkmale in Großderschau
Die Liste der Naturdenkmale in Großderschau enthält alle Naturdenkmale der brandenburgischen Gemeinde Großderschau und ihrer Ortsteile im Landkreis Havelland, welche durch Rechtsverordnung geschützt sind. (Stand: 2014)
In den Spalten befinden sich folgende Informationen:
- Nr.: Identifizierungsnummer nach veröffentlichter Liste. Sie wird von der unteren Naturschutzbehörde des Landkreises oder der kreisfreien Stadt vergeben. Wenn sie bekannt ist, wird sie angegeben. In dieser Spalte kann sich zusätzlich das Wort Wikidata befinden, der entsprechende Link führt zu Angaben zu diesem Naturdenkmal bei Wikidata.
- Bezeichnung: Benennung des Naturdenkmals, in der Regel wird bei Bäume die Baumart genannt. Bekannte Eigennamen werden mit angegeben.
- Gemarkung: Ort oder Gemarkung, in der sich das Naturdenkmal befindet
- Lage: Nennt die Lage des Naturdenkmals im jeweiligen Ortsteil und die geografischen Koordinaten des Naturdenkmals. Link zu einem Kartenansichtstool, um Koordinaten zu setzen. In der Kartenansicht sind Naturdenkmale ohne Koordinaten mit einem roten beziehungsweise orangen Marker dargestellt und können in der Karte gesetzt werden. Denkmale ohne Bild sind mit einem blauen bzw. roten Marker gekennzeichnet, Denkmale mit Bild mit einem grünen beziehungsweise orangen Marker.
- Beschreibung: die Beschreibung des Naturdenkmales
- Schutzzweck: Erläutert den Grund der Unterschutzstellung
- Bild: Zeigt ein Bild des Naturdenkmales und gegebenenfalls ein Link zu weiteren Fotos im Medienarchiv Wikimedia Commons

## Großderschau
| Bild                           | Bezeichnung | Lage                                                                                              | Beschreibung | Schutzzweck | Nummer |
| ------------------------------ | ----------- | ------------------------------------------------------------------------------------------------- | --- | ----------- | ------ |
| Weitere Bilder Fotos hochladen | Große Eiche | Großderschau, Ortsausgang nach Neustadt, 50 Meter rechts 2/193/3 (52° 47′ 43″ N, 12° 22′ 26,9″ O) | Durch Standort befindet sich diese Eiche sichtexponiert am Ortsrand. Sie stellt aufgrund ihrer Mächtigkeit als einzelne Eiche in ihrer Umgebung eine besondere Naturschönheit dar. besonders markanter Baum - Eiche ist sofort an ihrer üppigen, weit ausladenden Krone und dem starken geraden Stamm zu erkennen. Wurzelraum der Stiel-Eiche wird durch Ahorn-Aufwuchs stark beeinträchtigt. - Stammumfang 451 - seit 1950 durch Landkreis Kyritz |             | 0015 B |